# Dallas Cowboys
Die Dallas Cowboys sind ein American-Football-Team der amerikanischen Profiliga National Football League (NFL) aus Arlington, Texas. Sie gehören gemeinsam mit den Philadelphia Eagles, den New York Giants und den Washington Commanders der NFC East innerhalb der National Football Conference (NFC) an.
Die Dallas Cowboys sind eines der erfolgreichsten und bekanntesten Teams in den USA. 1979 erhielten sie den Spitznamen „America’s Team“. Die Vereinsfarben sind Blau und Silber.
Laut Forbes Magazine sind die Dallas Cowboys, vor den New York Yankees, den Golden State Warriors, Manchester United und Real Madrid, mit einem Nettowert von ca. 9 Milliarden US-Dollar die wertvollste Sportmannschaft der Welt.

## Geschichte
Die Cowboys wurden offiziell am 28. Januar 1960 in die NFL aufgenommen. Der erste Besitzer der Cowboys war Clint Murchison, der zu dieser Zeit 36 Jahre alt war und seinen Reichtum dem Glück seiner Familie im Ölgeschäft verdankte. General Manager des Teams wurde Tex Schramm, der große Innovator der Dallas Cowboys und der NFL, als Head Coach wurde Tom Landry, ein Assistenztrainer der New York Giants, verpflichtet. Tex Schramm und Tom Landry führten über drei Jahrzehnte die Geschicke der Dallas Cowboys und konnten am Ende ihrer Karrieren den Einzug in die Pro Football Hall of Fame der NFL feiern.
Nach den ersten fünf Jahren des Aufbaus wurden die Dallas Cowboys schnell zu einem ständigen Play-off-Teilnehmer. Tex Schramm, Vizepräsident Gil Brandt und Head Coach Tom Landry bauten das Team in den 1960ern mit einem durchdachten Scouting-System für den Draft der NFL auf, unter anderem durch den ersten Einsatz von Computern in der NFL. Tom Landry entwickelte für die Angriffsformationen ein innovatives System (Shifting), das auf schnelle Formationsveränderung vor Beginn eines Angriffzuges basierte, und ließ sehr stark seine vorherigen Kenntnisse als Defensive Coordinator in das System der Defense einfließen. Obwohl die Cowboys für ihre Kreativität und Innovationen im Laufe der Zeit Respekt und Anerkennung erlangten, wurden sie dennoch vor allem als ein Team bekannt, dem nie der ganz große Erfolg zu gelingen schien. So verlor das Team in den Jahren 1966 und 1967 die Meisterschaftsspiele der Conference, in den beiden folgenden Jahren in der Runde zuvor.
Die 1970er Jahre sahen den endgültigen Aufstieg der Cowboys in die Elite der National Football League. Die Bilanz von 105 Siegen bei 39 Niederlagen in dieser Dekade wurde von keinem anderen Team erreicht. Die schlechteste Saison in den 1970ern war eine 8-6-Saison. In dieser Dekade war die Defense der Cowboys bei den Gegnern so gefürchtet, dass sie den Namen Doomsday Defense erhielt. Dallas spielte in fünf Super Bowls, von denen das Team zwei gewann. Mit dem landesweit populären Roger Staubach als Quarterback wurden die Dallas Cowboys zu “America's Team”, ein Spitzname, der in der Sportberichterstattung haften blieb.
Zwar gewannen die Cowboys in den 1980ern mehr Spiele als sie verloren, in den letzten vier Jahren des Jahrzehnts produzierten sie jedoch eine Bilanz von 18-45 – ein Indikator dafür, wie tief das Team gefallen war. Das Team wurde 1984 von Bum Bright erworben, der es nach eigenen finanziellen Schwierigkeiten 1989 an Jerry Jones weiter veräußerte. Eine der ersten Entscheidungen von Jerry Jones war die Entlassung von Tom Landry, dem bis dahin einzigen Head Coach in der Geschichte der Cowboys, um ein Zeichen für den Startschuss zu neuen und erfolgreichen Zeiten zu setzen. Ersetzt wurde Landry durch Jimmy Johnson, einen alten Studienkollegen von Jones. Darüber hinaus wurde mit dem Draft von Troy Aikman und dem Herschel Walker Trade, den die Cowboys mit den Minnesota Vikings eingingen, eine Grundlage für den Neuaufbau der Mannschaft geschaffen.
Dallas gewann in den 1990ern 101 Spiele und hatte eine 12-5-Bilanz in den Play-offs. In diese Zeit fallen drei Super-Bowl-Siege, acht Play-off-Teilnahmen und sechs NFC-East-Titel.
Die acht Super-Bowl-Teilnahmen und die 20 siegreichen Spielzeiten von 1966 bis 1985 sind NFL-Rekorde.
Im neuen Jahrtausend sind alle früheren Stars des „Teams der 90er“ nicht mehr aktiv. Als einer der Letzten verließ Runningback Emmitt Smith die Cowboys mit Ablauf der Saison 2002, der in seiner letzten Saison in Dallas noch Walter Paytons „NFL All-Time Rushing-Record“ (erzielte Yards im Laufspiel) überbot und auf 17.162 Yards verbesserte.
Nach dem verletzungsbedingten Karriereende von Troy Aikman 2000 als Starting-Quarterback spielten insgesamt acht Starting-Quarterbacks, unter anderem Spieler wie Vinny Testaverde, Drew Bledsoe und Randall Cunningham, aber auch Nachwuchsspieler wie Quincy Carter oder Chad Hutchinson, für die Cowboys. Aber keiner der Spieler konnte vollständig überzeugen. Das Angriffsspiel der Cowboys litt durch die oftmals nur durchschnittlichen Leistungen der Quarterbacks, das führende Footballteam der 1990er Jahre rutschte in die Mittelmäßigkeit ab. Erst 2006 konnte mit Tony Romo, der 2003 ungedrafted zu den Cowboys kam, überzeugen und die Mannschaft zu alter Stärke führen.
Am 2. Mai 2009 stürzte während des Trainings die Trainingshalle der Cowboys ein, wobei sich zwölf Menschen leicht verletzten. Am 27. Mai 2009 wurde das neue Stadion der Cowboys eröffnet, das zu dem Zeitpunkt Cowboys Stadium hieß. In ihrem ersten Heimspiel mussten sich die Cowboys den Giants mit 31:33 geschlagen geben. Eine Woche später konnten die Cowboys ihren ersten Sieg gegen die Panthers im neuen Stadion feiern.
In der Saison 2010 wurde Wade Phillips nach einer 1–7-Bilanz durch den Offensive Coordinator Jason Garrett ersetzt und am Ende der Saison offiziell als Head Coach bestätigt.
Die Saison 2015 begann für die Cowboys mit einem Pyrrhussieg. Man besiegte zwar die New York Giants mit 27:26, wobei Tony Romo sieben Sekunden vor dem Ende den siegbringenden Touchdown auf Jason Witten warf, allerdings verletzte sich Star Receiver Dez Bryant am Fuß und konnte erst in der achten Spielwoche wieder mitspielen. Das zweite Spiel gegen die Philadelphia Eagles gewannen die Cowboys auch. Allerdings wurde Romo so hart gesackt, dass er für den Backup-Quarterback Brandon Weeden ausgewechselt werden musste. Obwohl dieses Spiel noch mit 20:10 gewonnen wurde, wurden die nächsten sieben Spiele ohne ihre zwei Topspieler verloren. Dabei wurde Weeden in Woche 7 als Starting-Quarterback durch Matt Cassel ersetzt. Beim Spiel in Woche 11 gegen die Miami Dolphins startete Romo wieder als Quarterback. Dieses Spiel wurde auch wieder gewonnen, weshalb man in Dallas auf ein Comeback hoffte. Allerdings wurden diese Hoffnungen bereits im nächsten Spiel gegen die Carolina Panthers zunichtegemacht, in dem mit 14:33 verloren wurde. Verschlimmert wurde diese Niederlage zudem von der Tatsache, dass Romo nach einem erneuten Sack erneut verletzt vom Platz musste. Die Saison wurde schließlich mit einer Bilanz von 4-12 und dem letzten Platz in der NFC East beendet.
Mit dieser Bilanz konnten die Cowboys im anstehenden Draft ihren ersten Spieler schon an vierter Stelle auswählen. Mit dem Pick wurde der Runningback Ezekiel Elliott ausgewählt. Zudem wurde in der vierten Runde an 135. Stelle Dak Prescott als Backup-Quarterback gewählt. Da sich Romo im dritten Spiel der Pre-Season 2016 schwer verletzte, wurde er von Prescott, der in den Vorbereitungsspielen starke Leistungen zeigte, vertreten. Nachdem das erste Spiel gegen die Giants noch knapp mit 19:20 verloren gegangen war, konnten die Cowboys die nächsten elf Spiele hintereinander gewinnen. Dabei konnte Prescott einen neuen Rekord für die meisten Passversuche ohne Interception (176 Versuche) zu Beginn einer NFL-Karriere aufstellen. Unterstützt wurde er von der besten O-Line der Liga und vom Rookie-Runningback Elliott, der den Franchiserekord der Dallas Cowboys für die meisten gelaufenen Yards eines Rookies (insgesamt 1.631 Yards) aufstellte. Der ehemalige Rekord lag bei 1.007 Yards und wurde von Tony Dorsett gehalten. Nachdem die Verletzung von Romo auskuriert war und befürchtet wurde, dass es eine öffentliche Auseinandersetzung geben würde, wer als Starting-Quarterback spielen würde, gestand Romo diese Rolle Prescott zu. Mit einer abschließenden Bilanz von 13-3 wurde die Saison als beste Mannschaft in der NFC beendet. In ihrer ersten Play-off-Runde mussten die Cowboys gegen die Green Bay Packers antreten. Das Spiel wurde knapp mit 31:34 verloren, wobei die Cowboys bis Mitte des dritten Viertels noch mit 15 Punkten zurücklagen und das entscheidende Field Goal erst drei Sekunden vor Ende des Spiels geschossen wurde. Dak Prescott wurde für seine Leistungen zum NFL Offensive Rookie of the Year gewählt. Am Ende der Saison gab Romo sein Karriereende bekannt.

## Spieler

### Aktueller Kader
| Abkürzungen der Spieler-Positionen im American Football | Abkürzungen der Spieler-Positionen im American Football |
| ------------------------------------------------------- | --- |
| Offense                                                 | QB – Quarterback \| RB – Runningback \| FB – Fullback \| TE – Tight End \| E/WR – Wide Receiver \| T – Tackle \| G – Guard \| C – Center |
| Defense                                                 | DT – Defensive Tackle \| DE – Defensive End \| NT – Nose Tackle \| LB – Linebacker \| ILB – Inside Linebacker \| MLB – Middle Linebacker \| OLB – Outside Linebacker \| CB – Cornerback \| NB – Nickelback \| FS – Free Safety \| SS – Strong Safety |
| Special Teams                                           | K – Kicker \| P – Punter \| KS – Kicking Specialist \| KOS – Kickoff Specialist \| LS – Long Snapper \| RS – Return Specialist \| KOR/KR – Kick Returner \| PR – Punt Returner \| PP – Punt Protector                                                |

### Cowboys in der Pro Football Hall of Fame
Bisher wurden 32 Personen aus dem Umfeld der Dallas Cowboys in die Pro Football Hall of Fame aufgenommen.
| Trikotnummer | Name              | Position   | Für Dallas Aktiv | Jahr der Aufnahme |
| ------------ | ----------------- | ---------- | ---------------- | ----------------- |
| 75           | Forrest Gregg     | T          | 1971             | 1977              |
| 19           | Lance Alworth     | WR         | 1971–1972        | 1978              |
| 74           | Bob Lilly         | DT         | 1961–1974        | 1980              |
| 26           | Herb Adderley     | CB         | 1970–1972        | 1980              |
| 12           | Roger Staubach    | QB         | 1969–1979        | 1985              |
| 89           | Mike Ditka        | TE         | 1969–1972        | 1988              |
| –            | Tom Landry        | Head Coach | 1960–1988        | 1990              |
| –            | Tex Schramm       | Funktionär | 1959–1988        | 1991              |
| 33           | Tony Dorsett      | RB         | 1977–1987        | 1994              |
| 81           | Jackie Smith      | TE         | 1978             | 1994              |
| 54           | Randy White       | DT         | 1975–1988        | 1994              |
| 20           | Mel Renfro        | DB         | 1964–1977        | 1996              |
| 25           | Tommy McDonald    | WR         | 1964             | 1998              |
| 8            | Troy Aikman       | QB         | 1989–2000        | 2006              |
| 70           | Rayfield Wright   | T          | 1967–1979        | 2006              |
| 88           | Michael Irvin     | WR         | 1988–1999        | 2007              |
| 22           | Bob Hayes         | WR         | 1965–1974        | 2009              |
| 22           | Emmitt Smith      | RB         | 1990–2002        | 2010              |
| 21           | Deion Sanders     | CB         | 1995–1999        | 2011              |
| 73           | Larry Allen       | OL         | 1994–2005        | 2013              |
| –            | Bill Parcells     | Head Coach | 2003–2006        | 2013              |
| 94           | Charles Haley     | DE         | 1992–1996        | 2015              |
| –            | Jerry Jones       | Besitzer   | 1989–heute       | 2017              |
| 81           | Terrell Owens     | WR         | 2006–2008        | 2018              |
| –            | Gil Brandt        | Funktionär | 1960–1988        | 2019              |
| 17           | Harold Carmichael | WR         | 1984             | 2021 1            |
| 43           | Cliff Harris      | S          | 1970–1979        | 2021 1            |
| –            | Jimmy Johnson     | Head Coach | 1989–1993        | 2021 1            |
| 88           | Drew Pearson      | WR         | 1973–1983        | 2021              |
| 54           | Chuck Howley      | LB         | 1961–1973        | 2023              |
| 55           | Zach Thomas       | LB         | 2008             | 2023              |
| 94           | DeMarcus Ware     | LB         | 2005–2013        | 2023              |

### Dallas Cowboys Ring of Honor
Anstatt Nummern zu pensionieren, also diese nicht mehr an andere Spieler zu vergeben, werden überragende Spieler der Cowboys in den Ring of Honor aufgenommen. Bisher wurden 22 Personen aufgenommen.

## Head Coaches

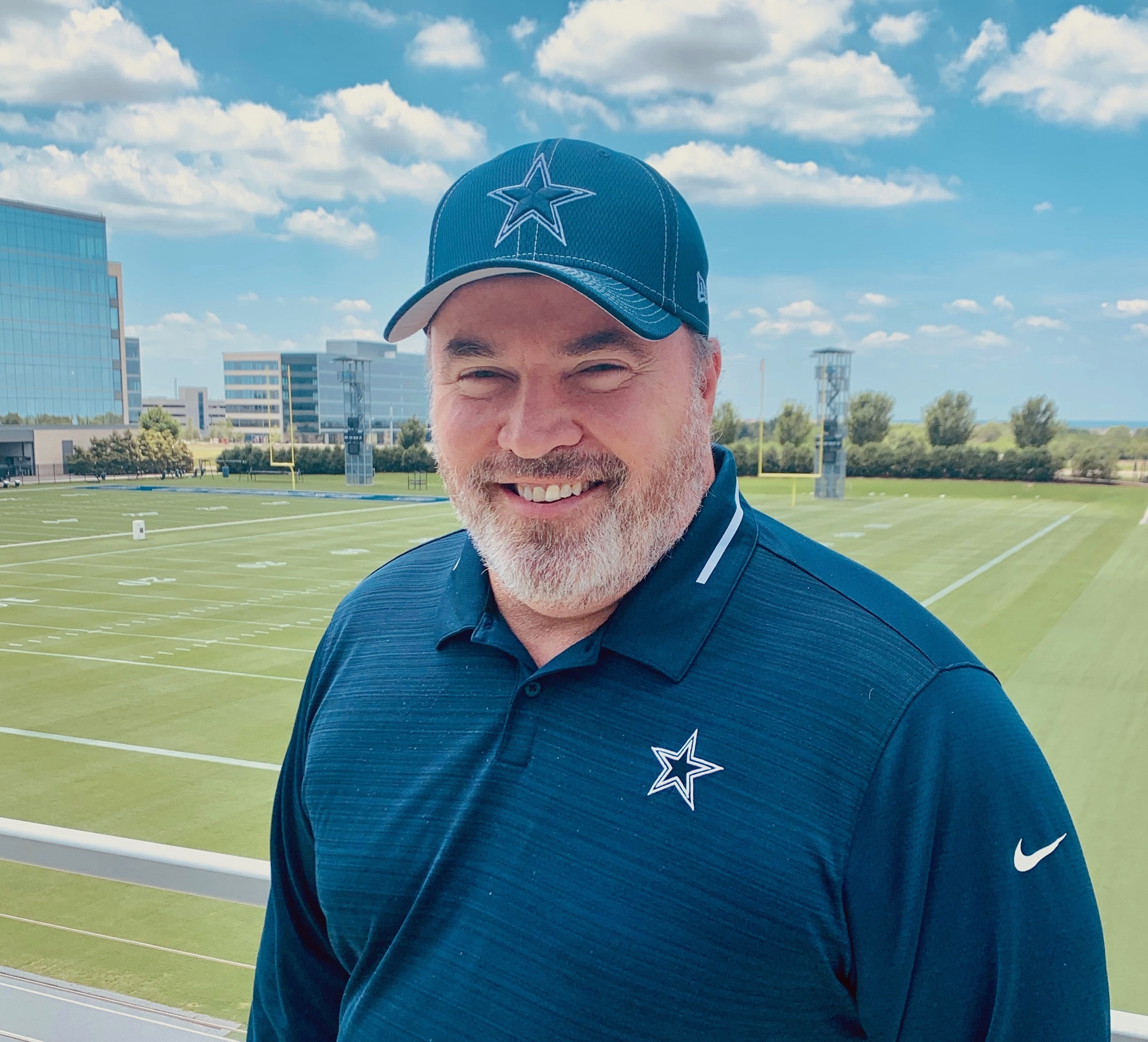
Mike McCarthy von 2020 bis 2025 Head Coach der Dallas Cowboys

| 1                                                     | Tom Landry*          | 1960–1988 | 418 | 250 | 162 | 6 | 0,607 | 36 | 20 | 16 | AP Trainer des Jahres (1966) Sporting News Trainer des Jahres 1966) UPI NFL Trainer des Jahres (1966) UPI NFC Trainer des Jahres (1975) Super Bowl VI, XII | [ 7 ]  |
| 2                                                     | Jimmy Johnson        | 1989–1993 | 80  | 44  | 36  | 0 | 0,550 | 8  | 7  | 1  | AP Trainer des Jahres (1990) UPI NFC Trainer des Jahres (1990) Super Bowl XXVII, XXVIII                                                                    | [ 8 ]  |
| 3                                                     | Barry Switzer*       | 1994–1997 | 64  | 40  | 24  | 0 | 0,625 | 7  | 5  | 2  | Super Bowl XXX | [ 9 ]  |
| 4                                                     | Chan Gailey          | 1998–1999 | 32  | 18  | 14  | 0 | 0,563 | 2  | 0  | 2  | | [ 10 ] |
| 5                                                     | Dave Campo*          | 2000–2002 | 48  | 15  | 33  | 0 | 0,313 | –  | –  | –  | | [ 11 ] |
| 6                                                     | Bill Parcells        | 2003–2006 | 64  | 34  | 30  | 0 | 0,531 | 2  | 0  | 2  | | [ 12 ] |
| 7                                                     | Wade Phillips        | 2007–2010 | 56  | 34  | 22  | 0 | 0,607 | 3  | 1  | 2  | | [ 13 ] |
| 8                                                     | Jason Garrett*       | 2010–2019 | 152 | 85  | 67  | 0 | 0,559 | 5  | 2  | 3  | AP Trainer des Jahres (2016) | [ 14 ] |
| 9                                                     | Mike McCarthy        | 2020–2024 | 84  | 49  | 35  | 0 | 0,583 | 4  | 1  | 3  | | [ 15 ] |
| 10                                                    | Brian Schottenheimer | 2025–     | 0   | 0   | 0   | 0 | 0     | 0  | 0  | 0  | | [ 16 ] |
| * Ausschließlich bei den Cowboys als Head Coach aktiv |                      |           |     |     |     |   |       |    |    |    | |        |

## Bilanzen und Rekorde
Dallas Cowboys/Zahlen und Rekorde stellt wichtige Rekorde bei den Cowboys, die direkten Vergleiche mit den anderen American-Football-Teams und die Saisonbilanzen seit 1960 dar.

## Cheerleader

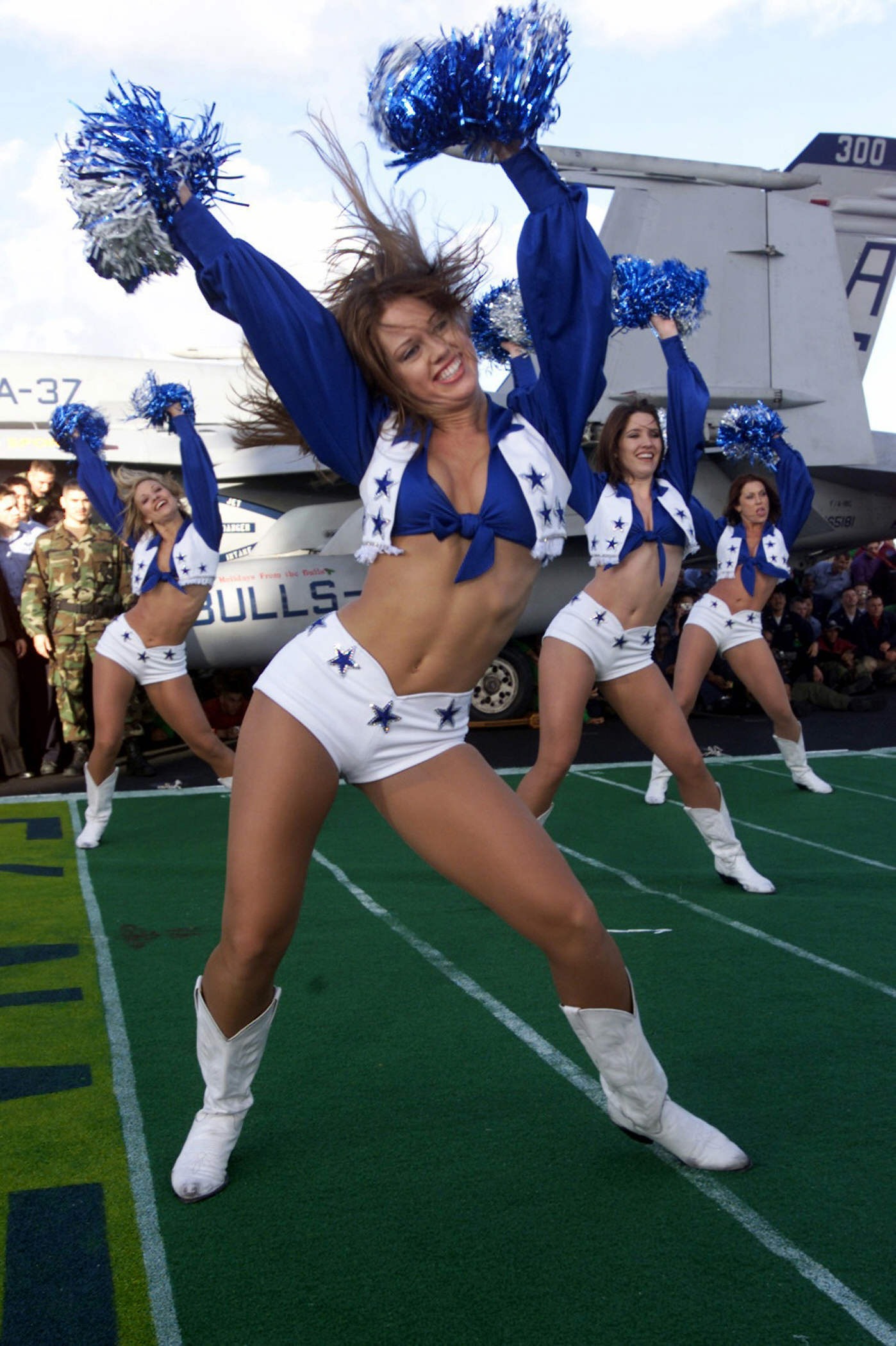
Cheerleader der Dallas Cowboys

Die Dallas Cowboys Cheerleaders zählen zu den bekanntesten Cheerleaderformationen in den USA.

## Finanzen
|  |

Mit einem geschätzten Wert durch das Forbes Magazine im Jahr 2023 von 9,0 Milliarden US-Dollar sind die Dallas Cowboys der wertvollste Sportverein der Welt, noch vor den New York Yankees, den Golden State Warriors und Real Madrid.
2023 waren die Dallas Cowboys mit einem operativen Gewinn von 564 Millionen US-Dollar bei einem Umsatz in Höhe von 1,2 Milliarden US-Dollar das profitabelste Sportteam der Welt.